# Bildungsstandards Mathematik
Bildungsstandards Mathematik bezeichnen in Deutschland verbindliche Vorgaben für den Unterricht im Fach Mathematik als einem der Hauptfächer. Diese Bildungsstandards wurden 2003 durch die deutsche Kultusministerkonferenz als Folge der PISA-Studie eingeführt.

## Konzeption der Bildungsstandards Mathematik
Die Konzeption der Bildungsstandards Mathematik greift die in der PISA-Studie verwendete Unterscheidung in prozessbezogene und inhaltsbezogene Kompetenzen auf und generiert diesbezüglich drei sogenannte Dimensionen. Die Prozessdimension formuliert sechs allgemeine mathematische Kompetenzen, die im Lernprozess erworben werden sollen. Diese lassen sich jeweils in drei Anforderungsbereiche (Anspruchsdimension) auffächern. Die Inhaltskompetenz wird durch fünf Leitideen konkretisiert und geordnet.

## Mathematische Kompetenzen
Diese Kompetenzen beschreiben zentrale Aspekte mathematischen Arbeitens. Sie treten in der Regel im Verbund auf und erheben keinen Anspruch, zueinander trennscharf formuliert zu sein.
- Mathematisch argumentieren (K1):

Hierbei geht es um das Verstehen, Verbinden und Bewerten mathematisch-logischer Argumentationsketten.
- Probleme mathematisch lösen (K2):

Wenn eine Lösungsstruktur nicht offensichtlich ist, bedarf es eines strategischen Vorgehens zur Auffindung mathematischer Lösungsideen wie beispielsweise Analogie, systematisches Probieren, Veranschaulichung, welche in Hinblick auf ihre Brauchbarkeit hin im Lösungsprozess angewendet, überprüft und bewertet werden müssen.
- Mathematisch modellieren (K3):

Realitätsbezogene Fragestellungen gilt es, in mathematische Modelle als reduzierte, vereinfachte Abbilder zu überführen, das Problem mit mathematischen Mitteln zu lösen und dieses Resultat vor dem realen Kontext zu bewerten.
- Mathematische Darstellungen verwenden (K4):

Diese Kompetenz umfasst sowohl das Entwickeln geeigneter mathematische Darstellungen (Diagramme, Graphen, Formeln etc.) als auch das reflektierte Umgehen mit vorgegebenen mathematischen Repräsentationen.
- Mit symbolischen, formalen und technischen Elementen der Mathematik umgehen (K5):

Diese Kompetenz bezieht sich auf den Gebrauch mathematischer Fakten („Wissen, dass“) oder mathematischer Fertigkeiten („Wissen, wie“) und beinhaltet unter anderem das Kennen und Anwenden mathematischer Definitionen und Regeln, das formale Arbeiten mit Variablen, Termen und Funktionen sowie die Verwendung von Hilfsmitteln wie Formelsammlung und Taschenrechner.
- Mathematisch kommunizieren (K6):

Dies bezieht sich zum einen auf das Verstehen von Texten oder mündlichen Äußerungen zur Mathematik und zum anderen auf das verständliche schriftliche oder mündliche Darstellen und Präsentieren von Überlegungen, Lösungswegen und Ergebnissen. In Abgrenzung zur Kompetenz K1 wird hier Wert auf das verständliche Darstellen, Präsentieren und Erläutern eines Lösungsweges gegenüber einem, auch fiktiven, sogenannten externen Adressaten gelegt.

## Mathematische Leitideen
Die genannten sechs mathematischen Kompetenzen lassen sich fünf Leitideen zuordnen. Diese Leitideen versuchen, die Phänomene zu erfassen, die man sieht, wenn man die Welt mit mathematischen Augen betrachtet.
- L1 Zahl (bzw. Oberstufe des Gymnasiums: L1 Algorithmus und Zahl)
- L2 Messen
- L3 Raum und Form
- L4 Funktionaler Zusammenhang
- L5 Daten und Zufall

## Anforderungsbereiche
Diese Bereiche konkretisieren das kognitive Anspruchsniveau, auf dem die Schülerinnen und Schüler die jeweilige Kompetenz erreichen sollen. Es werden drei Anforderungsbereiche unterschieden:
- Anforderungsbereich I: Reproduzieren

Hier geht es um reine Wiedergabe und Anwendung von Begriffen, Sätzen und Verfahren in einem klar abgegrenzten Rahmen, der im Unterricht behandelt wurde.
- Anforderungsbereich II: Zusammenhänge herstellen

Bekannte, im Unterricht thematisierte Sachverhalte und dort erworbene Kompetenzen sollen miteinander und mit anderen, teilweise unbekannten Gebieten, verknüpft werden.
- Anforderungsbereich III: Verallgemeinern und Reflektieren

Es gilt in diesem Bereich, exemplarisch erworbene Kenntnisse, Fähigkeiten und Fertigkeiten zu verallgemeinern, auf unbekannte Gebiete zu übertragen sowie eine persönliche, kritisch-reflektierende Position zu entwickeln und argumentativ zu vertreten.
Als Richtschnur gilt, dass der Bereich I dann Anwendung findet, wenn eine Tätigkeit in nur einem Schritt hergestellt werden kann. Je komplexer die Art und Weise des Lösungsprozesses, desto höher der Anforderungsbereich.
Den Anforderungsbereichen werden sogenannten Operatoren für das Fach Mathematik zugeordnet.
Dies sind Anforderungsverben, die als Schlüsselwörter fachspezifisch im jeweiligen Fachkontext möglichst genau die erwartete Schülerleistung konkretisieren sollen und für Abiturprüfungen verbindlich verwendet werden müssen.
Die Anforderungsbereiche lassen sich in Beziehung zu den Lernzielebenen und der Lernzieltaxonomie nach Bloom setzen. Den Lernzielebenen zugeordnete Verben korrelieren mit den Operatoren für das Fach Mathematik, die den einzelnen Anforderungsbereichen zugeordnet werden.